# Scapteromys tumidus
Scapteromys tumidus е вид бозайник от семейство Хомякови (Cricetidae).

## Разпространение
Видът е разпространен в Аржентина, Бразилия, Парагвай и Уругвай.